# Akt mowy
Akt mowy (z łac. actus – czyn) – wypowiedzenie skierowane przez nadawcę do odbiorcy, jest ono działaniem, realizacją intencji podmiotu językowego. 

## Teoria aktów mowy
Akty mowy są formą działania językowego. Akt mowy dzieli się na dwie fazy: mówienie (faza podstawowa) i zrozumienie słów osoby mówiącej (faza wykonywana przez odbiorcę). Akty mowy zaczął badać brytyjski językoznawca i filozof języka John Langshaw Austin (fundamentalna praca pt. How to Do Things with Words, 1962 r.) – wśród zdań języka naturalnego wyodrębnił on takie, których nie da się ocenić pod względem prawdziwości, a jedynie skuteczności (fortunności). Są to tak zwane performatywy (teoria performatywów). Ten prosty podział Austin zastąpił następnie bardziej rozwiniętą klasyfikacją – wyodrębnił trzy potencjalne aspekty aktów mowy:
- lokucyjny (tworzenie i artykułowanie wypowiedzi),
- illokucyjny (intencjonalność wypowiedzi), obecny np. w obietnicach, ostrzeżeniach, prośbach,
- perlokucyjny (dodatkowe, wtórne oddziaływanie na odbiorcę), obecny wtedy, gdy wypowiedź wywołuje u odbiorcy jakiś efekt (reakcja emocjonalna, wykonanie pewnej czynności)[3].

Teoria aktów mowy opiera się na spostrzeżeniu, iż przy pomocy języka można nie tylko przekazywać informacje, ale i tworzyć fakty społeczne. W szczególności istnieje kategoria wypowiedzi, które nie opisują w ogóle świata, ale tworzą go i w związku z tym nie mogą podlegać ocenie prawdziwościowej klasycznej logiki. Dotyczy to na przykład deklaracji w rodzaju „Uznaję zebranie za zamknięte”. Teoria ta stawia sobie za cel wszechstronną analizę aktów mowy oraz ich typologię. Klasyfikację aktów mowy, zawężając pojęcie do tzw. genrów mowy, przeprowadziła Anna Wierzbicka.
John Searle, uczeń J. L. Austina, wyróżnił (w swym Speech Acts: An essay in the philosophy of language, 1969):
- akty bezpośrednie – intencja mówiącego odczytywana jest niezależnie od sytuacji, np. Podaj mi szklankę wody.
- akty pośrednie – tekst aktu należy odczytywać kontekstowo, w różnych sytuacjach tekst może mieć różne znaczenie, np. okrzyk Och! może być w zależności od związanych z jego wypowiedzeniem okoliczności związany z radością, bólem lub strachem[5].

Badaniem problemu właściwego rozumienia aktów pośrednich, jak również tekstów, których nie należy odczytywać wprost (aluzje, ironia), zajmuje się lingwistyka tekstu.
Według Searle’a można wyróżnić pięć typów aktów mowy:
- asercje – ich celem jest przedstawienie sądów, np. wątpienie, podziw, przeczenie itp.

Przykłady: Nie sądzę, abyś tak wiele zarabiał. Bardzo mi się podoba to mieszkanie.
- akty dyrektywne – ich celem jest wywarcie nacisku na odbiorcę i wpłynięcie na jego zachowanie, np. rozkazy, prośby, pytania.

Przykłady: Natychmiast przyjdź do domu! Proszę Państwa o zapięcie pasów.
- akty komisywne – ich celem jest podjęcie działania albo zobowiązanie, np. obietnice.

Przykłady: Będę codziennie zmywać naczynia. Obiecuję więcej nie krzyczeć.
- akty ekspresywne – ich celem jest wyrażenie własnych stanów emocjonalnych, postaw np. gratulacje, kondolencje.

Przykłady: Och, tak bardzo mi przykro. To cudownie!
- akty deklaratywne – ich celem jest stworzenie nowego stanu rzeczy.

Przykłady: Nadaję ci imię Tomasz.
Rozwinięciem teorii aktów mowy jest teoria implikatur i reguł konwersacyjnych Paula Grice’a, a także teoria aktów pragmatycznych Jacoba L. Meya.